# Corriol (ocell)
|  | Aquest article tracta sobre els ocells del gènere Charadrius. Vegeu-ne altres significats a «Corriol». |

Els corriols principalment són ocells dels gèneres Charadrius i actualment del Anarhynchus i formen part de la família dels caràdrids (Charadriidae) i l'ordre dels caradriformes (Charadriiformes). Per extensió també altres espècies de gèneres propers són coneguts com a corriols, com ara el corriol pitnegre (Erythrogonys cinctus).
El gènere Charadrius es distribueix per tot el món. Fins al 2023 el componien 33 espècies i basant-se en estudis realitzats el 2015 i el 2022 que van confirmar que Charadrius és polifilètic, amb algunes espècies més estretament relacionades amb el corriol bectort que no pas amb el corriol anellat gros, a partir de la versió 14.1 del 23 de desembre de 2023 de l'UIO, es van transferir 23 espècies al gènere Anarhynchus.
Als Països Catalans es poden trobar amb més o menys regularitat tres de les espècies de Charadrius: el corriol anellat petit i l'anellat gros.
Moltes de les espècies del gènere es caracteritzen per bandes pectorals o al coll. Aquestes poden ser completes, dobles o triples, depenent de les espècies.
El bec és relativament curt i s'alimenten principalment d'insectes, cucs i altres invertebrats, en funció de l'hàbitat. Obtenen l'aliment amb una tècnica de "carrera i pausa" en lloc de la recerca constant com fan altres ocells de l'ordre. Cacen mitjançant la vista, en lloc d'altres sentits, com seria el cas dels gèneres de llarg bec, com ara els becadells.

## Taxonomia
Així doncsa, avui en dia aquest gènere es classifica en 11 espècies.
1. corriol cua-roig, Charadrius vociferus (Linnaeus, 1758).
2. corriol anellat gros, Charadrius hiaticula (Linnaeus, 1758).
3. corriol semipalmat, Charadrius semipalmatus (Bonaparte, 1825).
4. corriol xiulador, Charadrius melodus (Ord, 1824).
5. corriol capnegre, Charadrius cucullatus (Vieillot, 1818).
6. corriol de Forbes Charadrius forbesi (Shelley, 1883).
7. corriol de triple collar Charadrius tricollaris, inclou C. bifrontatus (Vieillot, 1818).
8. corriol frontnegre, Charadrius melanops (Vieillot, 1818).
9. corriol de Rangatira, Charadrius novaeseelandiae (Gmelin, 1789).
10. corriol anellat petit, Charadrius dubius (Scopoli, 1786).
11. corriol becllarg, Charadrius placidus (Gray & Gray, 1863).